# Mike Erwin
Mike Erwin (Georgia, 31 agosto 1978) è un attore e doppiatore statunitense.

## Carriera
Conosciuto soprattutto per il ruolo di Colin Hart, il ragazzo in coma nelle prime due stagioni della serie Everwood e di Nate Edmonds in Jack & Bobby. Ha partecipato a numerose altre serie televisive americane.

## Filmografia parziale

### Cinema
- American Pie 2, regia di James B. Rogers (2001)
- Hulk, regia di Ang Lee (2003)
- Pretty Persuasion, regia di Marcos Siega (2005)
- Chaos Theory, regia di Marcos Siega (2007)
- Wreckage, regia di John Asher (2010)
- Little Birds, regia di Elgin James (2011)
- Complotto fatale, regia di Colin Edward Lawrence (2019)

### Televisione
- Giudice Amy (Judging Amy) - serie TV, 1 episodio (2001)
- Settimo cielo (7th Heaven) - serie TV, 1 episodio (2001)
- Everwood - serie TV, 15 episodi (2003)
- Le avventure di Jackie Chan (Jackie Chan Adventures) - serie animata, 8 episodi (2003) - voce
- Raven - serie TV, 1 episodio (2003)
- Joan of Arcadia - serie TV, 1 episodio (2004)
- CSI - Scena del crimine (CSI: Crime Scene Investigation) - serie TV, 2 episodi (2004-2009)
- CSI Miami - serie TV, 1 episodio (2004)
- Jack & Bobby - serie TV, 6 episodi (2005)
- Teen Titans - serie animata, 6 episodi (2006) - voce
- The War at Home - serie TV, 2 episodi (2007)
- Ghost Whisperer - serie TV, 1 episodio (2007)
- Dexter - serie TV, 2 episodi (2008)
- The Vampire Diaries - serie TV, 1 episodio (2010)
- Code Black - serie TV, 1 episodio (2016)
- NCIS - Unità anticrimine (NCIS) - serie TV, episodi 4x24-19x16 (2007-2022)

### Doppiatore
- Jak II: Renegade - videogioco (2003)
- Everybody's Golf 4 - videogioco (2004)
- Jak 3 - videogioco (2004)
- Jak X - videogioco (2005)
- Teen Titans - videogioco (2005)
- PlayStation Move Heroes - videogioco (2011)

## Doppiatori italiani
Nelle versioni in italiano delle opere in cui ha recitato, Mike Erwin è stato doppiato da:
- Alessandro Tiberi in CSI: Miami, CSI - Scena del crimine (ep. 5x07)
- Marco Baroni in Everwood
- Mirko Mazzanti in NCIS - Unità anticrimine (ep. 4x24)
- Gabriele Lopez in Pretty Persuasion
- Edoardo Stoppacciaro in CSI - Scena del crimine (ep. 10x05)
- Marco Vivio in Ghost Whisperer - Presenze
- Marco Giansante in Code Black
- Stefano Sperduti in Major Crimes
- Maurizio Merluzzo in Colony

Come doppiatore è stato sostituito da:
- Claudio Moneta in Jak II: Renegade